# Гильбер, Фредерик
Фредери́к Гильбе́р (фр. Frédéric Guilbert, род. 24 декабря 1994, Валонь, Франция) — французский футболист, защитник клуба «Лечче».

## Клубная карьера
Родился в Валони. Начал заниматься футболом в местном клубе «Валонь», в системе которого занимался с 2000 по 2008 годы. Затем перешёл в молодёжный состав клуба «Кан». В сезоне 2012/13 играл в фарм-клубе «Кан II». Летом 2013 года Гильбер из «Кана» перешёл в «Шербур», в котором провёл сезон 2013/14, сыграл 28 матчей и забил один гол. По окончании сезона Гильбер перешёл в «Бордо». Почти весь сезон 2014/15 провёл в фарм-клубе «Бордо II». В Лиге 1 дебютировал 5 апреля 2015 года в матче против «Ланса», где заменил Томаса Туре на 79-й минуте матча. В мае 2015 года Гильбер подписал новый двухлетний контракт с «Бордо». 30 июля 2015 года дебютировал в Лиге Европы, сыграв в матче третьего квалификационного раунда против кипрского АЕК.

## Международная карьера
13 октября 2015 года Гильбер дебютировал за молодёжную сборную Франции в матче против молодёжной сборной Украины.